# جایزه بزرگ فرانسه
جایزه بزرگ فرانسه (به فرانسوی: Grand Prix de France‎)، یک مسابقه اتومبیل‌رانی است که به عنوان بخشی از مسابقات جهانی فرمول یک سالانه توسط فیا برگزار می‌شود. این یکی از قدیمی‌ترین مسابقات اتومبیل‌رانی در جهان است. در سال ۲۰۰۸ به دلیل شرایط نامناسب مالی از تقویم کنار رفت و ۲۰۱۸ با میزبانی پیست پل ریکارد به تقویم فرمول یک بازگشت.

## تاریخچه

### خاستگاه
فرانسه یکی از اولین کشورهایی بود که هر نوع مسابقات اتومبیل‌رانی را برگزار می کرد. اولین مسابقه اتومبیل‌رانی رقابتی، مسابقه کالسکه‌های بدون اسب، پاریس به روئن در ۲۲ ژوئیه ۱۸۹۴، و توسط باشگاه اتومبیل‌رانی فرانسه (ای‌سی‌اف) برگزار شد. این مسابقه ۱۲۶ کیلومتر (۷۸ مایل) طول داشت و کنت ژولس-آلبرت دی دیون با ماشین بخار خود دی دیون بوتون در کمتر از ۷ ساعت برنده شد.

### بازگشت به پل ریکارد
در دسامبر ۲۰۱۶، تأیید شد که جایزه بزرگ فرانسه در سال ۲۰۱۸ در پیست پل ریکارد دوباره از سر گرفته خواهد شد و در حال حاضر قراردادی برای میزبانی گرندپری فرانسه حداقل تا سال ۲۰۲۲ منعقد گردیده‌است. در ۱۳ آوریل ۲۰۲۰، امانوئل ماکرون، رئیس‌جمهور فرانسه، گفت که محدودیت در رویدادهای عمومی در نتیجه بیماری همه گیر گویید ۱۹ تا اواسط ژوئیه ادامه خواهد داشت، جایزه بزرگ فرانسه ۲۰۲۰، که برای ۲۸ ژوئن برنامه‌ریزی شده بود، به تعویق افتاد. بعداً این مسابقه لغو شد و قصد نداشت برنامه‌ریزی مجدد برای مسابقات قهرمانی ۲۰۲۰ انجام شود.

## برندگان جایزه بزرگ فرانسه

### برندگان (رانندگان)
| برنده | راننده               | سال‌ها                                          |
| ----- | -------------------- | ---------------------------------------------- |
| ۸     | مایکل شوماخر         | ۱۹۹۴، ۱۹۹۵، ۱۹۹۷، ۱۹۹۸، ۲۰۰۱، ۲۰۰۲، ۲۰۰۴، ۲۰۰۶ |
| ۶     | آلن پروست            | ۱۹۸۱، ۱۹۸۳، ۱۹۸۸، ۱۹۸۹، ۱۹۹۰، ۱۹۹۳             |
| ۵     | لویی شیرون           | 1931، 1934، 1937، 1947، 1949                   |
| ۴     | خوان مانوئل فانجیو   | ۱۹۵۰، ۱۹۵۱، ۱۹۵۴، ۱۹۵۷                         |
| ۴     | نایجل منسل           | ۱۹۸۶، ۱۹۸۷، ۱۹۹۱، ۱۹۹۲                         |
| ۳     | جک برابام            | ۱۹۶۰، ۱۹۶۶، ۱۹۶۷                               |
| ۳     | جکی استوارت          | ۱۹۶۹، ۱۹۷۱، ۱۹۷۲                               |
| ۲     | >ژرژ بویلوت          | 1912، 1913                                     |
| ۲     | کریستین لاوتنشلاگر   | 1908، 1914                                     |
| ۲     | فلیس نازارو          | 1907، 1922                                     |
| ۲     | رابرت بنوئیست        | 1925، 1927                                     |
| ۲     | ویلیام گروور-ویلیامز | 1928، 1929                                     |
| ۲     | جوزپه کامپاری        | 1924، 1933                                     |
| ۲     | ژان پیر ویمیل        | 1936، 1948                                     |
| ۲     | مایک هاثورن          | ۱۹۵۳، ۱۹۵۸                                     |
| ۲     | دن گرنی              | ۱۹۶۲، ۱۹۶۴                                     |
| ۲     | جیم کلارک            | ۱۹۶۳، ۱۹۶۵                                     |
| ۲     | رونی پیترسون         | ۱۹۷۳، ۱۹۷۴                                     |
| ۲     | نیکی لائودا          | ۱۹۷۵، ۱۹۸۴                                     |
| ۲     | ماریو آندری          | ۱۹۷۷، ۱۹۷۸                                     |
| ۲     | لوئیس همیلتون        | ۲۰۱۸، ۲۰۱۹                                     |

### برندگان (سازندگان)
| برنده | سازنده      | سال‌ها برنده شد                                                                                       |
| ----- | ----------- | --- |
| ۱۷    | فراری       | ۱۹۵۲، ۱۹۵۳، ۱۹۵۶، ۱۹۵۸، ۱۹۵۹، ۱۹۶۱، ۱۹۶۸، ۱۹۷۵، ۱۹۹۰، ۱۹۹۷، ۱۹۹۸، ۲۰۰۱، ۲۰۰۲، ۲۰۰۴، ۲۰۰۶، ۲۰۰۷، ۲۰۰۸ |
| ۸     | ویلیامز     | ۱۹۸۰، ۱۹۸۶، ۱۹۸۷، ۱۹۹۱، ۱۹۹۲، ۱۹۹۳، ۱۹۹۶، ۲۰۰۳                                                       |
| ۷     | لوتوس       | ۱۹۶۳، ۱۹۶۵، ۱۹۷۰، ۱۹۷۳، ۱۹۷۴، ۱۹۷۷، ۱۹۷۸                                                             |
| ۷     | مرسدس       | 1908، 1914، 1935، 1938، ۱۹۵۴، ۲۰۱۸، ۲۰۱۹                                                             |
| ۶     | بوگاتی      | 1926، 1928، 1929، 1930، 1931، 1936                                                                   |
| ۶     | آلفا رومئو  | 1924، 1932، 1934، 1948، ۱۹۵۰، ۱۹۵۱                                                                   |
| ۶     | رنو         | 1906، 1979، 1981، 1982، 1983، 2005                                                                   |
| ۵     | مک لارن     | ۱۹۷۶، ۱۹۸۴، ۱۹۸۸، ۱۹۸۹، ۲۰۰۰                                                                         |
| ۴     | برابام      | ۱۹۶۴، ۱۹۶۶، ۱۹۶۷، ۱۹۸۵                                                                               |
| ۲     | پژو         | 1912، 1913                                                                                           |
| ۲     | فیات        | 1907، 1922                                                                                           |
| ۲     | دلاج        | 1925، 1927                                                                                           |
| ۲     | تالبوت-لاگو | 1947، 1949                                                                                           |
| ۲     | مازراتی     | 1933، ۱۹۵۷                                                                                           |
| ۲     | تیرل        | ۱۹۷۱، ۱۹۷۲                                                                                           |
| ۲     | بنتون       | ۱۹۹۴، ۱۹۹۵                                                                                           |

### برندگان (سازندگان موتور)

پیست جایزه یزرگ فرانسه از ۱۹۹۲ تا ۲۰۰۲

پیست جایزه بزرگ فرانسه در ۱۹۹۱

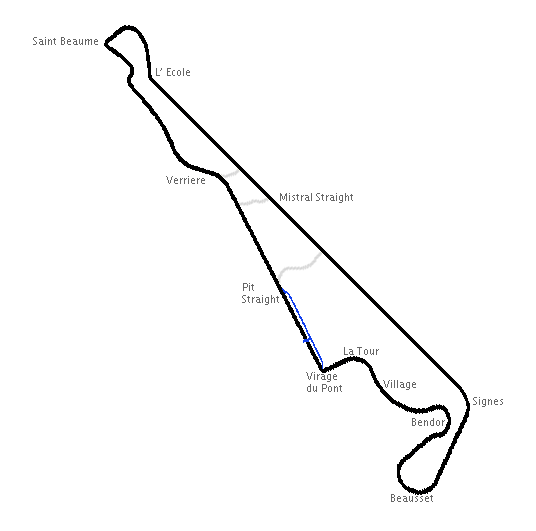
پیست جایزه بزرگ فرانسه از ۱۹۷۱ تا ۱۹۸۵

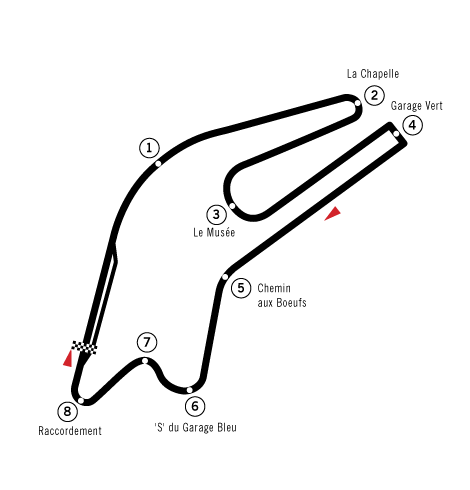
پیست جایزه بزرگ فرانسه در ۱۹۶۷

| برنده | شرکت تولیدکننده | سال‌ها برنده شد                                                                                       |
| ----- | --------------- | --- |
| ۱۷    | فراری           | ۱۹۵۲، ۱۹۵۳، ۱۹۵۶، ۱۹۵۸، ۱۹۵۹، ۱۹۶۱، ۱۹۶۸، ۱۹۷۵، ۱۹۹۰، ۱۹۹۷، ۱۹۹۸، ۲۰۰۱، ۲۰۰۲، ۲۰۰۴، ۲۰۰۶، ۲۰۰۷، ۲۰۰۸ |
| ۱۱    | فورد            | ۱۹۶۹، ۱۹۷۰، ۱۹۷۱، ۱۹۷۲، ۱۹۷۳، ۱۹۷۴، ۱۹۷۶، ۱۹۷۷، ۱۹۷۸، ۱۹۸۰، ۱۹۹۴                                     |
| ۱۱    | رنو             | 1906، 1979، 1981، 1982، 1983، 1991، 1992، 1993، 1995، 1996، 2005                                     |
| ۸     | مرسدس **        | 1908، 1914، 1935، 1938، ۱۹۵۴، ۲۰۰۰، ۲۰۱۸، ۲۰۱۹                                                       |
| ۶     | بوگاتی          | 1926، 1928، 1929، 1930، 1931، 1936                                                                   |
| ۶     | آلفا رومئو      | 1924، 1932، 1934، 1948، ۱۹۵۰، ۱۹۵۱                                                                   |
| ۴     | کلیماکس         | ۱۹۶۰، ۱۹۶۳، ۱۹۶۴، ۱۹۶۵                                                                               |
| ۴     | هوندا           | ۱۹۸۶، ۱۹۸۷، ۱۹۸۸، ۱۹۸۹                                                                               |
| ۲     | پژو             | 1912، 1913                                                                                           |
| ۲     | فیات            | 1907، 1922                                                                                           |
| ۲     | دلاج            | 1925، 1927                                                                                           |
| ۲     | تالبوت-لاگو     | 1947، 1949                                                                                           |
| ۲     | مازراتی         | 1933، ۱۹۵۷                                                                                           |
| ۲     | رپکو            | ۱۹۶۶، ۱۹۶۷                                                                                           |
| ۲     | بی ام و         | ۱۹۸۵، ۲۰۰۳                                                                                           |